# Marismeño
Julio Vega Rodríguez (Sanlúcar de Barrameda, 29 de julio de 1949), conocido artísticamente como Marismeño, es un torero español. Se le reconoce por su participación activa en el ámbito taurino durante las décadas de 1960 a 1980, particularmente en plazas destacadas de España.

## Trayectoria taurina
Vega debutó como novillero en los años 60 y rápidamente fue considerado una de las jóvenes promesas del toreo en la provincia de Cádiz. El 1 de septiembre de 1968 participó en un mano a mano con el también novillero Francisco Ruiz Miguel en una novillada celebrada en El Puerto de Santa María, en la que se lidiaron reses de la ganadería de Santa Coloma, propiedad de Felipe Bartolomé. Durante dicha corrida, indultó al novillo Moruno, número 7, de 440 kilogramos, tras una destacada faena, hecho que le otorgó notable reconocimiento entre los aficionados.
Tomó la alternativa como matador de toros el 29 de julio de 1969 en Barcelona, apadrinado por Diego Puerta, quien le cedió la lidia del toro Ocioso de la ganadería del Marqués de Domecq. Confirmó su alternativa en Madrid, en la Plaza de toros de Las Ventas, el 23 de mayo de 1972, siendo su padrino Antonio Bienvenida y actuando como testigo Curro Rivera, lidiando el toro Ramillito de la ganadería de Arranz.
A lo largo de su carrera, actuó en numerosas plazas de importancia, incluyendo diversas ferias andaluzas y madrileñas. En 1985 participó en la tradicional corrida de la prensa en Las Ventas, reafirmando su presencia en el panorama taurino nacional.